# Gliese 667 Cf
Gliese 667 Cf là một hành tinh trên quỹ đạo của ngôi sao Gliese 667 C, trong hệ Gliese 667 nằm trong chòm sao Thiên Yết. Đây là một trong ba hành tinh nằm trong vùng có thể sinh sống được.